# Wiener Photographen-Association

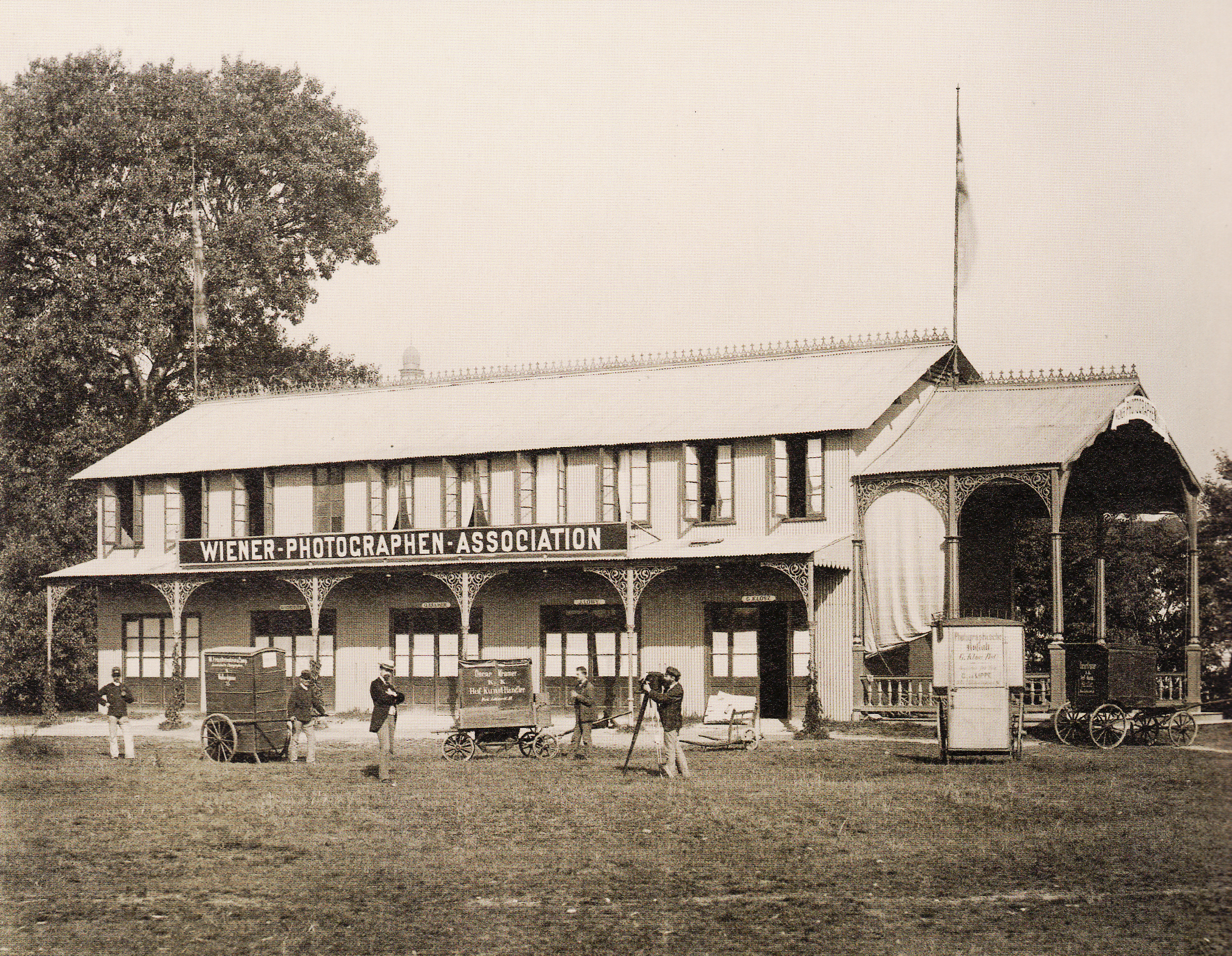
Pavillon der Wiener Photographen-Association in der Wiener Weltausstellung.

Die Wiener Photographen-Association war ein organisatorischer Zusammenschluss der Wiener Unternehmen Oscar Kramer, M. Frankenstein & Comp., J. Löwy und György Klösz anlässlich der Wiener Weltausstellung 1873.

## Entstehung
Der Generaldirektor der Wiener Weltausstellung, Wilhelm Freiherr von Schwarz-Senborn wollte die Bauphase im Weltausstellungsgelände und insbesondere das fertige Ausstellungsgelände fotografisch dokumentiert wissen. Er vergab dazu eine Konzession für fotografische Aufnahmen und deren Vertrieb an eine Gruppe von Fotografen. Die „Photographische Gesellschaft“ verhandelte mit Schwarz-Senborn detaillierte Bedingungen aus, wie das Reservieren von dunklen Räumen mit Wasseranschluss, verteilt im ganzen Areal, Eintritt der Fotografen in die Gebäude noch vor den Öffnungszeiten und das Erlauben von zu montierenden Gerüsten. Ebenso konnte eine Herabsetzung der ursprünglichen Konzessionsgebühr von 30.000 Gulden auf 20.000 Gulden erreicht werden.
Die beauftragten Fotografen Oscar Kramer, Michael Frankenstein, Josef Löwy und György Klösz gründeten zu diesem Zweck das Unternehmen „Wiener Photographen-Association“. Zusätzlich stellten sie die Fotografen Max Jaffé (1845–1939), Gustav Jägermayer und Philipp Georg von der Lippe ein. Für Stereoaufnahmen wurde Ernest Eleonor Pierre Lamy und für das Verfahren des Lichtdrucks Johann Baptist Obernetter (1840–1887) eingesetzt.

## Schaffen

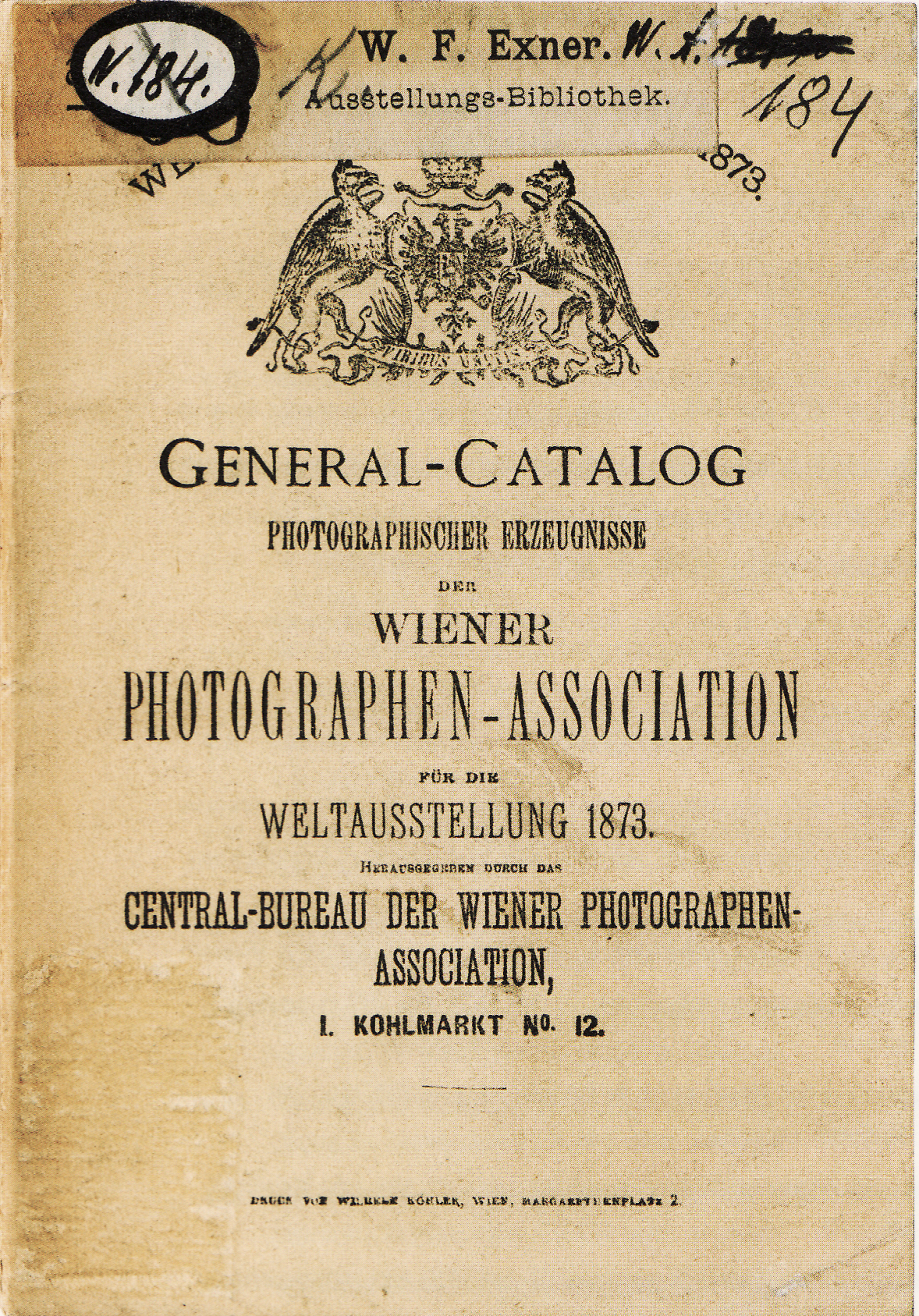
Katalog der Wiener Photographen-Association, 1873

Am 8. Juni 1872 wurde die fotografische Dokumentation aufgenommen und in diesem Monat entstanden 13 Aufnahmen. Ursprünglich sollten in der Bauphase alle 14 Tage Bildaufnahmen gemacht werden. Diese wurden mit Datum versehen. Insgesamt entstanden 64 Aufnahmen während der Bauphase. Der größte Teil der Aufnahmen entstand während der Ausstellungszeit. Zusätzlich erhielten die Fotografen von den Ausstellern Aufträge zur Herstellung von Bildmaterial von Ausstellungsständen.
Die Aufnahmen wurden im Kabinettformat, im Visitformat und teilweise im Stereoformat hergestellt. Diese wurden zu Steckalben, Leporellos oder gebundenen Alben in verschiedenen Ausführungen zusammengefasst und in einem eigenen Pavillon zum Verkauf angeboten. In einem weiteren Pavillon wurden die Glasplatten im nassen Kollodium entwickelt und weiterverarbeitet.
Die Fotografen hatten Gehilfen, die Kameraausrüstung und Chemikalien im Gelände transportierten und bereithielten. Dazu kam Retuscheure und Buchbinder. Rund 50 Personen waren für die bildliche Dokumentation im Einsatz. Die gesamte Bildproduktion umfasste etwa 2.200 Aufnahmen.
Im Jahr 1874 wurden die Bilder im „General-Catalog photographischer Erzeugnisse der Wiener Photographen-Association für die Weltausstellung 1873“ publiziert.
Da der finanzielle Erfolg ausblieb, trennten sich die Mitglieder im Jahr 1874 und teilten den Bildbestand unter sich auf. 250 dieser Fotografien lagern heute im Archiv des Technischen Museum in Wien.
Die Weltausstellung 1873 war die erste Großveranstaltung, bei der Momentaufnahmen von Baufortschritt, Architektur und Gelände so vollständig und detailliert gelöst wurden und stellt gleichzeitig eine wertvolle Dokumentation für die Nachwelt dar.

## Dokumentation der Bauarbeiten

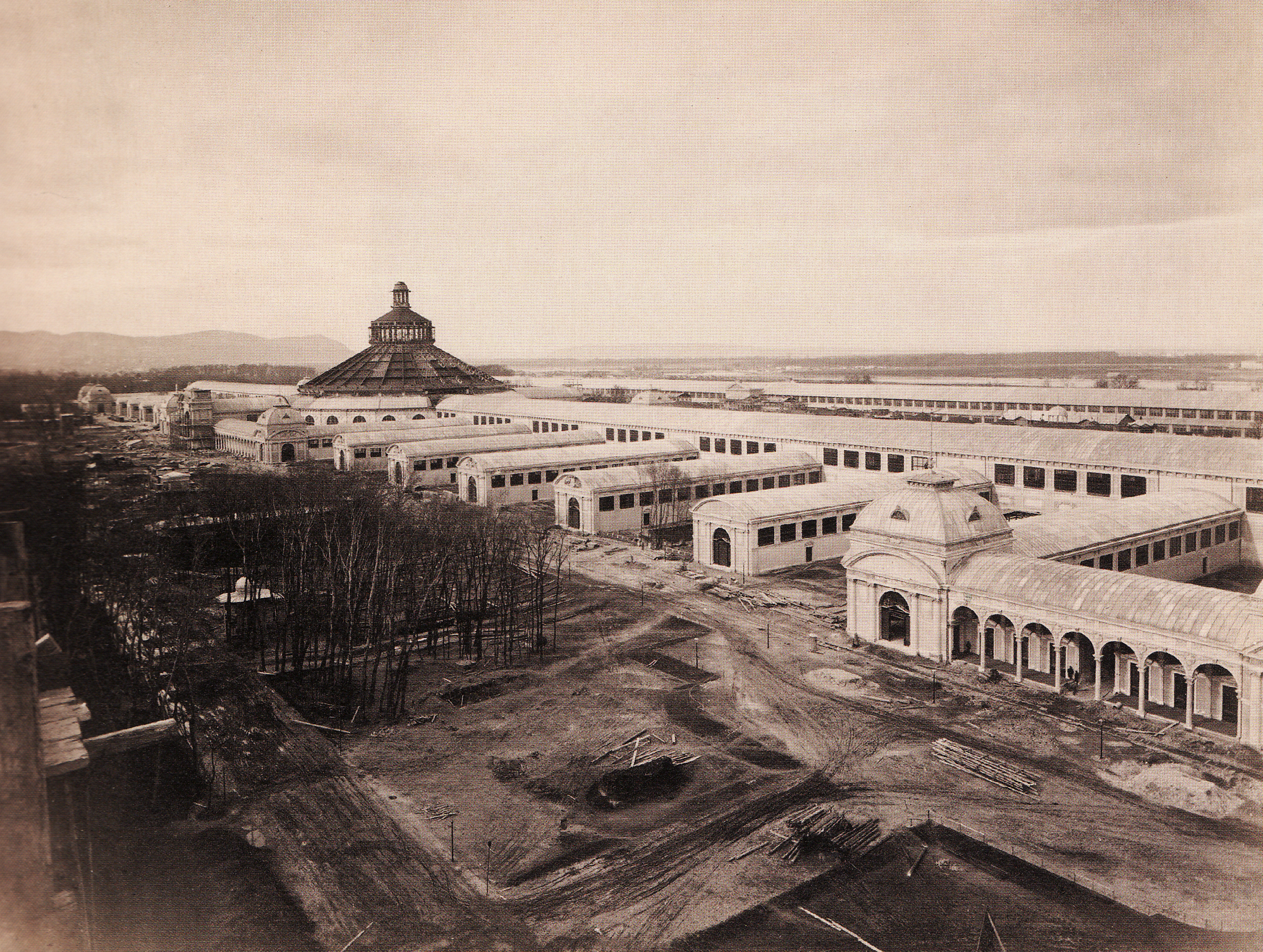
Bauphase vom 7. März 1873
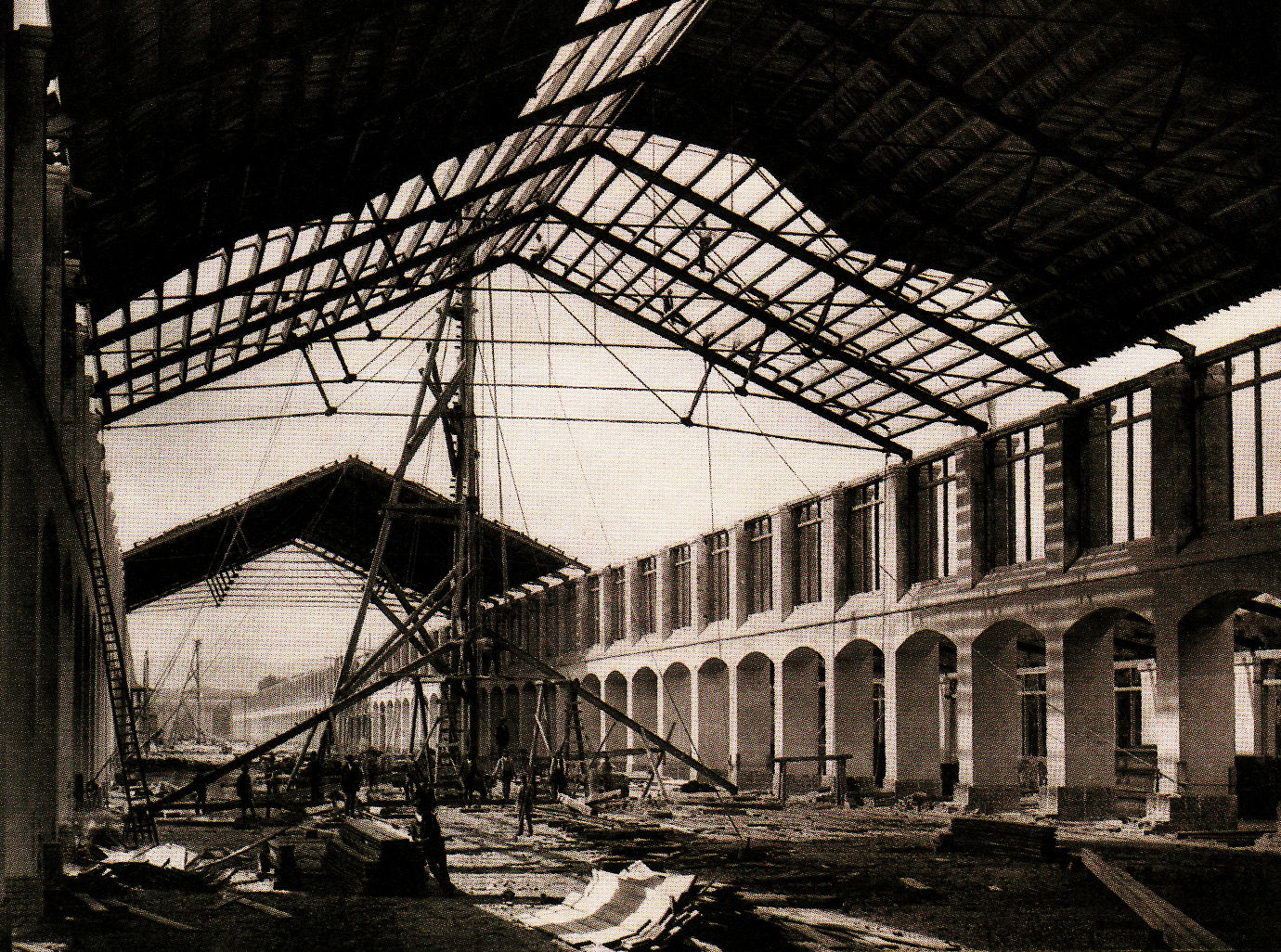
Maschinenhalle während der Bauarbeiten, August 1872
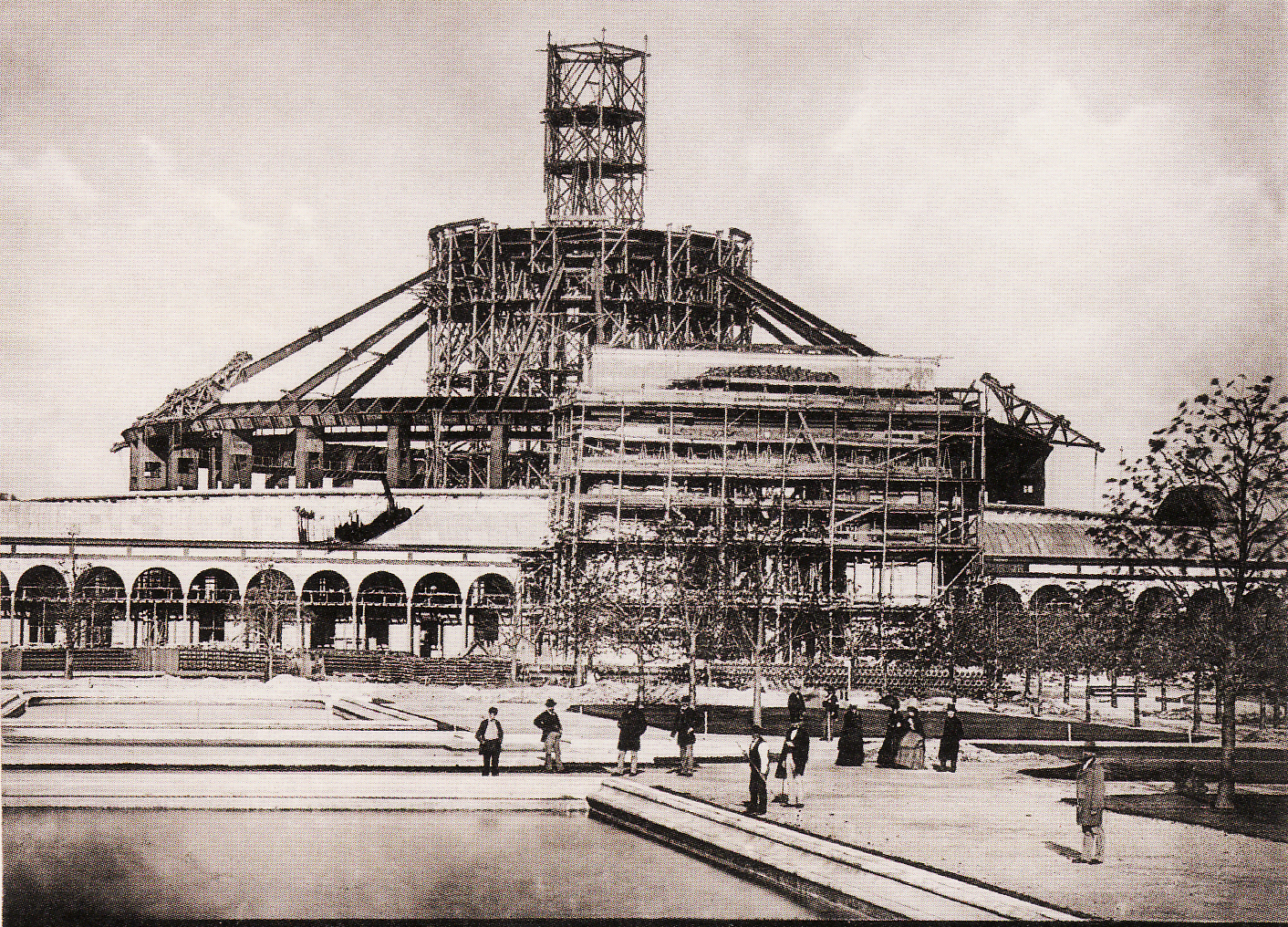
Die Rotunde während der Bauphase